# Thống kê Cúp bóng đá châu Á 2015
Đây là những số liệu thống kê cho Cúp bóng đá châu Á 2015.

## Cầu thủ ghi bàn
5 bàn
- Ali Mabkhout

4 bàn
- Hamza Al-Dardour
- Ahmed Khalil

3 bàn
- Tim Cahill
- Tôn Khắc
- Honda Keisuke
- Mohammad Al-Sahlawi
- Son Heung-Min

2 bàn
- Massimo Luongo
- James Troisi
- Sardar Azmoun
- Reza Ghoochannejhad
- Younis Mahmoud
- Ahmed Yasin
- Lee Jung-Hyup
- Sardor Rashidov

1 bàn
- Jason Davidson
- Mile Jedinak
- Tomi Juric
- Robbie Kruse
- Matt McKay
- Mark Milligan
- Trent Sainsbury
- Sayed Jaafar Ahmed
- Jaycee John Okwunwanne
- Sayed Saeed
- Ngô Tập
- Vu Hải
- Ehsan Hajsafi
- Morteza Pouraliganji
- Masoud Shojaei
- Dhurgham Ismail
- Amjad Kalaf
- Yaser Kasim
- Waleed Salem
- Endō Yasuhito
- Kagawa Shinji
- Okazaki Shinji
- Shibasaki Gaku
- Yoshida Maya
- Yousef Al-Rawashdeh
- Hussain Fadhel
- Ryang Yong-Gi
- Abdulaziz Al-Muqbali
- Jaka Ihbeisheh
- Hassan Al Haidos
- Khalfan Ibrahim
- Nawaf Al Abed
- Naif Hazazi
- Cho Young-Cheol
- Kim Young-Gwon
- Nam Tae-Hee
- Odil Ahmedov
- Igor Sergeev
- Vokhid Shodiev

phản lưới nhà
- Mohamed Husain (trận gặp UAE)
- Cao Lâm (trận gặp CHDCND Triều Tiên)

## Đường kiến tạo
4 đường kiến tạo
- Massimo Luongo
- Omar Abdulrahman

3 đường kiến tạo
- Faouzi Aaish
- Andranik Teymourian

2 đường kiến tạo
- Ivan Franjic
- Alaa Abdul-Zahra
- Kagawa Shinji
- Abdallah Deeb
- Cha Du-Ri
- Kim Jin-Su
- Amer Abdulrahman

1 đường kiến tạo
- Jason Davidson
- Matthew Leckie
- Trent Sainsbury
- Tomi Juric
- Cao Lâm
- Trịnh Trí
- Tưởng Trí Bành
- Ashkan Dejagah
- Vouria Ghafouri
- Ali Adnan
- Dhurgham Ismail
- Amjad Kalaf
- Waleed Salem
- Ahmed Yasin
- Honda Keisuke
- Inui Takashi
- Muto Yoshinori
- Hamza Al-Dardour
- Saeed Murjan
- Oday Zahran
- Abdulaziz Al Misha'an
- Mohammed Al-Siyabi
- Nawaf Al Abed
- Abdullah Al-Zori
- Ki Sung-Yueng
- Lee Jung-Hyup
- Lee Keun-Ho
- Server Djeparov
- Jasur Hasanov
- Timur Kapadze
- Shavkat Mullajanov

## Kỷ luật

### Thẻ vàng
3 thẻ vàng
- Mile Jedinak
- Matthew Spiranovic

2 thẻ vàng
- Mile Jedinak
- Ren Hang
- Mehrdad Pooladi
- Alaa Abdul-Zahra
- Yaser Kasim
- Waleed Salem
- Anas Bani Yaseen
- Ahmed Harbi
- Ki Sung-Yueng
- Walid Abbas
- Omar Abdulrahman
- Vitaly Denisov
- Anzur Ismailov

1 thẻ vàng
- Nathan Burns
- Tim Cahill
- Ivan Franjic
- Robbie Kruse
- Mathew Leckie
- Faouzi Aaish
- Rashed Al Hooti
- Abdulwahab Al Safi
- Hussain Ali Baba
- Mohamed Husain
- Abdullah Omar
- Thái Huy Khang
- Ji Xiang
- Trương Lâm Ngải
- Trịnh Trí
- Tưởng Trí Bành
- Sardar Azmoun
- Ehsan Hajsafi
- Javad Nekounam
- Mehrdad Pooladi
- Mohammad Reza Khanzadeh
- Masoud Shojaei
- Andranik Teymourian
- Saad Abdul-Amir
- Ali Adnan
- Marwan Hussein
- Ahmad Ibrahim
- Dhurgham Ismail
- Amjad Kalaf
- Younis Mahmoud
- Salam Shaker
- Kiyotake Hiroshi
- Konno Yasuyuki
- Inui Takashi
- Okazaki Shinji
- Yousef Al-Rawashdeh
- Odai Al-Saify
- Ahmed Elias
- Mohammad Mustafa
- Mahmoud Za'tara
- Fahad Awadh
- Hussain Fadhel
- Faisal Zaid
- Choe Won
- Jong Il-gwan
- Ri Yong-jik
- Sim Hyon-jin
- Ahmed Mubarak Al-Mahaijri
- Abdul Salam Al-Mukhaini
- Abdulaziz Al-Muqbali
- Ismail Al-Amour
- Abdelatif Bahdari
- Ashraf Nu'man
- Ramzi Saleh
- Hesham Salhe
- Abdulaziz Hatem
- Ahmed Abdul Maqsoud
- Almahdi Ali Mukhtar
- Mustafa Al-Bassas
- Salman Al-Faraj
- Saeed Al Mowalad
- Mohammad Al-Sahlawi
- Abdullah Al-Zori
- Osama Hawsawi
- Cha Du-Ri
- Han Kyo-Won
- Jang Hyun-Soo
- Kim Chang-Soo
- Kim Jin-Su
- Kwak Tae-Hwi
- Nam Tae-Hee
- Park Joo-Ho
- Ismail Ahmed
- Ismail Al Hammadi
- Hamdan Al-Kamali
- Khamis Esmaeel
- Abdulaziz Hussain
- Shukhrat Mukhammadiev
- Shavkat Mullajanov
- Farrukh Sayfiev
- Vokhid Shodiev
- Akmal Shorakhmedov

### Thẻ đỏ
1 thẻ đỏ
- Mehrdad Pooladi
- Ahmad Ibrahim
- Anas Bani Yaseen
- Ri Yong-Jik
- Ahmed Harbi

### Bởi đội tuyển
| Đội tuyển         | Trận đấu | Thẻ vàng | Thẻ đỏ | Thẻ đỏ                                         | Cầu thủ vắng mặt                                                                                 |
| ----------------- | -------- | -------- | ------ | ---------------------------------------------- | ------------------------------------------------------------------------------------------------ |
| Iraq              | 6        | 14       | 1      | Ahmad Ibrahim với UAE (thẻ đỏ trực tiếp)       | Alaa Abdul-Zahra với Palestine Yaser Kasim với Hàn Quốc Ahmad Ibrahim (Vòng loại World Cup 2018) |
| UAE               | 6        | 10       | 0      | —                                              | Walid Abbas với Nhật Bản                                                                         |
| Hàn Quốc          | 6        | 10       | 0      | —                                              | —                                                                                                |
| Iran              | 4        | 9        | 1      | Mehrdad Pooladi vs Iraq (thẻ vàng thứ hai)     | Mehrdad Pooladi (Vòng loại World Cup 2018)                                                       |
| Uzbekistan        | 4        | 9        | 0      | —                                              | Islom Tukhtakhodjaev với CHDCND Triều Tiên (nhận đủ 2 thẻ vàng ở vòng loại)                      |
| Úc                | 6        | 13       | 0      | —                                              | Matthew Spiranovic với Trung Quốc                                                                |
| Palestine         | 3        | 8        | 1      | Ahmed Harbi với Nhật Bản (2 thẻ vàng)          | Ahmed Harbi với Jordan                                                                           |
| Trung Quốc        | 4        | 7        | 0      | —                                              | Tôn Khắc trận gặp Ả Rập Saudi (nhận đủ 2 thẻ vàng ở vòng loại) Nhậm Hàng với CHDCND Triều Tiên   |
| Jordan            | 3        | 7        | 1      | Anas Bani Yaseen với Iraq (2 thẻ vàng)         | Anas Bani Yaseen với Palestine                                                                   |
| Bahrain           | 3        | 6        | 0      | —                                              | —                                                                                                |
| Ả Rập Xê Út       | 3        | 6        | 0      | —                                              | Fahad Al-Muwallad với Trung Quốc (nhận đủ 2 thẻ vàng ở vòng loại)                                |
| Kuwait            | 3        | 5        | 0      | —                                              | Fahad Awadh với Úc (nhận đủ 2 thẻ vàng ở vòng loại)                                              |
| Nhật Bản          | 4        | 4        | 0      | —                                              | —                                                                                                |
| CHDCND Triều Tiên | 3        | 4        | 1      | Ri Yong-Jik với Ả Rập Saudi (thẻ đỏ trực tiếp) | Ri Sang-Chol (treo giò 3 trận vòng bảng) Ri Yong-Jik với Trung Quốc                              |
| Oman              | 3        | 4        | 0      | —                                              | —                                                                                                |
| Qatar             | 3        | 3        | 0      | —                                              | —                                                                                                |

### Bởi trọng tài
| Trọng tài               | Quốc gia    | Trận đấu | Thẻ vàng | Thẻ đỏ | Thẻ đỏ       | Thổi phạt 11m |
| ----------------------- | ----------- | -------- | -------- | ------ | ------------ | ------------- |
| Ben Williams            | Úc          | 3        | 21       | 1      | 1 2 thẻ vàng | 1             |
| Alireza Faghani         | Iran        | 5        | 23       | 0      | —            | 1             |
| Fahad Al-Mirdasi        | Ả Rập Xê Út | 3        | 15       | 1      | 1 2 thẻ vàng | 0             |
| Ryuji Sato              | Nhật Bản    | 3        | 11       | 0      | —            | 0             |
| Ravshan Irmatov         | Uzbekistan  | 4        | 10       | 0      | —            | 1             |
| Nawaf Shukralla         | Bahrain     | 3        | 9        | 1      | 1 1 thẻ đỏ   | 1             |
| Kim Jong-hyeok          | Hàn Quốc    | 3        | 7        | 0      | —            | 0             |
| Abdulrahman Abdou       | Qatar       | 2        | 7        | 1      | 1 2 thẻ vàng | 1             |
| Abdullah Al Hilali      | Oman        | 2        | 5        | 1      | 1 1 thẻ đỏ   | 1             |
| Abdullah Hassan Mohamed | UAE         | 2        | 4        | 0      | —            | 0             |
| Chris Beath             | Úc          | 1        | 4        | 0      | —            | 0             |
| Peter O'Leary           | New Zealand | 1        | 1        | 0      | —            | 0             |

## Giải thưởng

### Cầu thủ xuất sắc nhất trận
| Hạng | Tên                   | Đội tuyển   | Đối thủ                | Giải thưởng |
| ---- | --------------------- | ----------- | ---------------------- | ----------- |
| 1    | Massimo Luongo        | Úc          | Kuwait (VB), UAE (BK)  | 2           |
| 1    | Ahmed Khalil          | UAE         | Qatar (GS), Iraq (THB) | 2           |
| 3    | Tim Cahill            | Úc          | China PR (TK)          | 1           |
| 3    | Robbie Kruse          | Úc          | Oman (VB)              | 1           |
| 3    | Trent Sainsbury       | Úc          | Hàn Quốc (CK)          | 1           |
| 3    | Faouzi Aaish          | Bahrain     | Qatar (VB)             | 1           |
| 3    | Vương Đại Lôi         | Trung Quốc  | Ả Rập Saudi (VB)       | 1           |
| 3    | Tôn Khắc              | Trung Quốc  | CHDCND Triều Tiên (VB) | 1           |
| 3    | Ngô Tập               | Trung Quốc  | Uzbekistan (VB)        | 1           |
| 3    | Reza Ghoochannejhad   | Iran        | UAE (VB)               | 1           |
| 3    | Ehsan Hajsafi         | Iran        | Bahrain (VB)           | 1           |
| 3    | Andranik Teymourian   | Iran        | Qatar (VB)             | 1           |
| 3    | Saad Abdul-Amir       | Iraq        | Palestine (VB)         | 1           |
| 3    | Dhurgham Ismail       | Iraq        | Iran (TK)              | 1           |
| 3    | Yaser Kasim           | Iraq        | Jordan (VB)            | 1           |
| 3    | Honda Keisuke         | Nhật Bản    | Iraq (VB)              | 1           |
| 3    | Kagawa Shinji         | Nhật Bản    | Jordan (VB)            | 1           |
| 3    | Okazaki Shinji        | Nhật Bản    | Palestine (VB)         | 1           |
| 3    | Hamza Al-Dardour      | Jordan      | Palestine (VB)         | 1           |
| 3    | Abdulaziz Al Misha'an | Kuwait      | Hàn Quốc (VB)          | 1           |
| 3    | Abdulaziz Al-Muqbali  | Oman        | Kuwait (VB)            | 1           |
| 3    | Nawaf Al Abed         | Ả Rập Xê Út | CHDCND Triều Tiên (VB) | 1           |
| 3    | Ki Sung-Yueng         | Hàn Quốc    | Úc (VB)                | 1           |
| 3    | Koo Ja-Cheol          | Hàn Quốc    | Oman (VB)              | 1           |
| 3    | Kwak Tae-Hwi          | Hàn Quốc    | Uzbekistan (TK)        | 1           |
| 3    | Nam Tae-Hee           | Hàn Quốc    | Iraq (BK)              | 1           |
| 3    | Omar Abdulrahman      | UAE         | Bahrain (VB)           | 1           |
| 3    | Mohanad Salem         | UAE         | Nhật Bản (TK)          | 1           |
| 3    | Sardor Rashidov       | Uzbekistan  | Ả Rập Saudi (VB)       | 1           |
| 3    | Igor Sergeev          | Uzbekistan  | CHDCND Triều Tiên (VB) | 1           |

### Clean sheets
| Hạng | Tên              | Đội tuyển  | Đối thủ                                        | Giải thưởng |
| ---- | ---------------- | ---------- | ---------------------------------------------- | ----------- |
| 1    | Kim Jin-Hyeon    | Hàn Quốc   | Oman (VB), Úc (VB), Uzbekistan (TK), Iraq (BK) | 4           |
| 2    | Mathew Ryan      | Úc         | Oman (VB), Trung Quốc (TK), UAE (BK)           | 3           |
| 2    | Alireza Haghighi | Iran       | Bahrain (VB), Qatar (VB), UAE (VB)             | 3           |
| 2    | Kawashima Eiji   | Nhật Bản   | Palestine (VB), Iraq (VB), Jordan (VB)         | 3           |
| 5    | Jalal Hassan     | Iraq       | Jordan (VB), Palestine (VB)                    | 2           |
| 6    | Vương Đại Lôi    | Trung Quốc | Ả Rập Saudi (VB)                               | 1           |
| 6    | Ali Al-Habsi     | Oman       | Kuwait (VB)                                    | 1           |
| 6    | Kim Seung-Gyu    | Hàn Quốc   | Kuwait (VB)                                    | 1           |
| 6    | Ignatiy Nesterov | Uzbekistan | CHDCND Triều Tiên (VB)                         | 1           |

## Kết quả chung cuộc
| Đội               | ST    | T  | H    | B  | Đ  | TBĐ  | BT | TBBT | BB | TBBB | HS  | TBHS  | CS | ACS  | TV  | TBTV | TĐ | TBTĐ |
| ----------------- | ----- | -- | ---- | -- | -- | ---- | -- | ---- | -- | ---- | --- | ----- | -- | ---- | --- | ---- | -- | ---- |
| Úc                | 6     | 5  | 0    | 1  | 15 | 2.50 | 14 | 2.33 | 3  | 0.50 | +11 | 1.83  | 3  | 0.50 | 13  | 2.17 | 0  | 0.00 |
| Bahrain           | 3     | 1  | 0    | 2  | 3  | 1.00 | 3  | 1.00 | 5  | 1.67 | -2  | -0.67 | 0  | 0.00 | 6   | 2.00 | 0  | 0.00 |
| Trung Quốc        | 4     | 3  | 0    | 1  | 9  | 2.25 | 5  | 1.25 | 4  | 1.00 | +1  | 0.25  | 1  | 0.25 | 7   | 1.75 | 0  | 0.00 |
| Iran              | 4     | 3  | 1    | 0  | 10 | 2.50 | 7  | 1.75 | 3  | 0.75 | +4  | 1.00  | 3  | 0.75 | 9   | 2.25 | 1  | 0.25 |
| Iraq              | 6     | 2  | 1    | 3  | 7  | 1.17 | 8  | 1.33 | 9  | 1.50 | -1  | -0.17 | 2  | 0.33 | 14  | 2.33 | 1  | 0.17 |
| Nhật Bản          | 4     | 3  | 1    | 0  | 10 | 2.50 | 8  | 2.00 | 1  | 0.25 | +7  | 1.75  | 3  | 0.75 | 4   | 1.00 | 0  | 0.00 |
| Jordan            | 3     | 1  | 0    | 2  | 3  | 1.00 | 5  | 1.67 | 4  | 1.33 | +1  | 0.33  | 0  | 0.00 | 7   | 2.33 | 1  | 0.33 |
| Kuwait            | 3     | 0  | 0    | 3  | 0  | 0.00 | 1  | 0.33 | 6  | 2.00 | -5  | -1.67 | 0  | 0.00 | 5   | 1.67 | 0  | 0.00 |
| CHDCND Triều Tiên | 3     | 0  | 0    | 3  | 0  | 0.00 | 2  | 0.67 | 7  | 2.33 | -5  | -1.67 | 0  | 0.00 | 4   | 1.33 | 1  | 0.33 |
| Oman              | 3     | 1  | 0    | 2  | 3  | 1.00 | 1  | 0.33 | 5  | 1.67 | -4  | -1.33 | 1  | 0.33 | 4   | 1.33 | 0  | 0.00 |
| Palestine         | 3     | 0  | 0    | 3  | 0  | 0.00 | 1  | 0.33 | 11 | 3.67 | -10 | -3.33 | 0  | 0.00 | 8   | 2.67 | 1  | 0.33 |
| Qatar             | 3     | 0  | 0    | 3  | 0  | 0.00 | 2  | 0.67 | 7  | 2.33 | -5  | -1.67 | 0  | 0.00 | 3   | 1.00 | 0  | 0.00 |
| Ả Rập Xê Út       | 3     | 1  | 0    | 2  | 3  | 1.00 | 5  | 1.67 | 5  | 1.67 | 0   | 0.00  | 0  | 0.00 | 6   | 2.00 | 0  | 0.00 |
| Hàn Quốc          | 6     | 5  | 0    | 1  | 15 | 2.50 | 8  | 1.33 | 2  | 0.33 | +6  | 1.00  | 5  | 0.83 | 10  | 1.67 | 0  | 0.00 |
| UAE               | 6     | 3  | 1    | 2  | 10 | 1.67 | 10 | 1.67 | 8  | 1.33 | +2  | 0.33  | 0  | 0.00 | 10  | 1.67 | 0  | 0.00 |
| Uzbekistan        | 4     | 2  | 0    | 2  | 6  | 1.50 | 5  | 1.25 | 5  | 1.25 | 0   | 0.00  | 1  | 0.25 | 8   | 2.00 | 0  | 0.00 |
| Tổng số           | 32(1) | 30 | 2(2) | 30 | 94 | 1.47 | 85 | 1.33 | 85 | 1.33 | 0   | 0.00  | 19 | 0.30 | 118 | 1.84 | 5  | 0.08 |

Các đội tuyển được kết xuất trong chữ nghiêng đại diện cho quốc gia chủ nhà. Đội tuyển chiến thắng của cuộc thi được kết xuất trong chữ đậm.
(1) – Tổng số trận thua không được tính trong tổng số trận được diễn ra (tổng số trận thua = tổng số trận thắng)
(2) – Tổng số trận hòa (tied) cho tất cả các đội = Tổng số trận hòa (tied) ÷ 2 (cả hai đội tham gia)
(3) – Theo quy ước thống kê trong bóng đá, các trận đấu được quyết định trong hiệp phụ được tính là trận thắng và trận thua, trong khi các trận đấu được quyết định bởi loạt sút luân lưu được tính là trận hòa.

## Sân vận động
| Sân vận động                       | Thành phố | Sức chứa | Số trận | Tổng số khán giả | Tỉ lệ khán giả | Tổng số bàn thắng | Tỉ lệ bàn thắng |
| ---------------------------------- | --------- | -------- | ------- | ---------------- | -------------- | ----------------- | --------------- |
| Sân vận động Brisbane              | Brisbane  | 52.500   | 7       | 161.986          | 23.141         | 10                | 1.4             |
| Sân vận động Canberra              | Canberra  | 25.011   | 7       | 82.398           | 11.771         | 21                | 3               |
| Sân vận động Melbourne Rectangular | Melbourne | 30.050   | 7       | 125.368          | 17.910         | 21                | 3               |
| Sân vận động Newcastle             | Newcastle | 33.000   | 4       | 58.554           | 14.639         | 12                | 3               |
| Sân vận động Australia             | Sydney    | 84.000   | 7       | 221.399          | 31.628         | 16                | 2.3             |